# Костадин Иванов
Костадин Иванов, наричан Динката и Орехчето, е български революционер, деец на Вътрешна македоно-одринска революционна организация.

## Биография
Костадин Иванов е роден в 1876 година в сярското село Календра, тогава в Османската империя, днес Кала Дендра, Гърция. Влиза във ВМОРО. В 1901 година е затворен и лежи една година. След излизането си от затвора минава в нелегалност и оглавява чета в родния си край. В сражението при Баница на 4 май 1903 година, в което загива Гоце Делчев, Иванов е тежко ранен и губи едното си око. Взима участие в Илинденско-Преображенското въстание през лятото. След погрома на въстанието е сред малкото ръководители, които не напускат Македония. Обграден е след предателство в местността Легин между селата Мелникич и Христос. Остава да прикрива четниците си и се самоубива с последния си куршум.